# Круглый (Колпнянский район)
Круглый — упразднённый посёлок в Колпнянском районе Орловской области России. Входила в состав Краснянского сельского поселения. Упразднён в 2004 году.

## География
посёлок располагался в юго-восточной части Орловской области, в лесостепной зоне, в пределах центральной части Среднерусской возвышенности, на правом берегу ручья Журавский (приток реки Сосна), на расстоянии примерно 1 километра (по прямой) к северу от окраины села Красное.

### Климат
Климат умеренно континентальный; средняя температура января −8,5 °C, средняя температура июля +18,5 °C. Среднегодовая температура воздуха составляет +4,6 °C. Годовое количество осадков 500—550 мм, в среднем 515 мм. Количество поступающей солнечной радиации составляет 91-92 ккал/см². По агроклиматическому районированию Краснянка, как и весь район, относится к южному с коэффициентом увлажнения 1,2-1,3. Преобладают юго-западные ветры.

## История
Постановлением Орловской областной думы от 15 октября 2004 года № 32/645-ОС посёлок Круглый исключён из учётных данных.

## Население
Согласно результатам переписи 2002 года в посёлке отсутствовало постоянное население.